# Minervino di Lecce
Minervino di Lecce ist eine südostitalienische Gemeinde (comune) mit 3438 Einwohnern (Stand 31. Dezember 2023) in der Provinz Lecce in Apulien. Die Gemeinde liegt etwa 36,5 Kilometer südöstlich von Lecce im östlichen Salento.

## Geschichte
Die ursprüngliche, antike Siedlung wurde vermutlich durch die Japyger begründet. Mehrere Dolmen zeugen von einer früheren Besiedlung. Das heutige Minervino di Lecce, das noch die Namensgeberin der antiken Siedlung (Minerva) nennt, entstand vermutlich im 9. Jahrhundert.

## Söhne und Töchter der Gemeinde
- Raffaele Calabro (1940–2017), katholischer Geistlicher, Bischof von Andria